# Данбар-Нельсон, Элис
Элис Данбар-Нельсон (англ. Alice Dunbar Nelson; 19 июля 1875, Новый Орлеан, Луизиана — 18 сентября 1935, Филадельфия, Пенсильвания) — американский поэт, журналист и политический активист. Среди первого поколения свободных людей, родившихся на Юге после Гражданской войны, была одной из выдающихся афроамериканок, участвовавших в художественном расцвете Гарлемского ренессанса. Ее первым мужем был поэт Пол Лоуренс Данбар. После его смерти она вышла замуж за врача Генри А. Каллиса; и, наконец, была замужем за Робертом Дж. Нельсоном, поэтом и борцом за гражданские права. Добилась известности как поэт, автор рассказов и драм, газетный обозреватель, борец за права женщин и редактор двух антологий.

## Биография
Элис Рут Мур родилась в Новом Орлеане 19 июля 1875 года, она была дочерью бывшей рабыни - афроамериканской швеи и белого моряка. Ее родители, Патриция Райт и Джозеф Мур, принадлежали к среднему классу и были частью многорасовой креольской общины города.

### Личная жизнь
Элис Рут Мур окончила программу преподавания в Университете Стрейт (позже объединенном в Университет Дилларда) в 1892 году и работала учителем в государственной школьной системе Нового Орлеана в Old Marigny Elementary. Нельсон прожила в Новом Орлеане двадцать один год. В течение этого времени она изучала искусство и музыку, училась играть на фортепиано и виолончели.
В 1895 году первый сборник рассказов и стихов Элис Данбар Нельсон «Фиалки и другие рассказы» был опубликован в журнале The Monthly Review. Примерно в это время Мур переехала в Бостон, а затем в Нью-Йорк. Она стала одним из основателей и преподавателем в Миссии Белой Розы (Дом Белой Розы для девочек) в районе Сан-Хуан-Хилл на Манхэттене, начав переписку с поэтом и журналистом Полом Лоуренсом Данбаром. Работа Элис Данбар Нельсон в журнале The Woman's Era привлекла внимание Пола Лоуренса Данбара. 17 апреля 1895 года Пол Лоуренс Данбар отправил Алисе рекомендательное письмо, которое стало первым из многих писем, которыми они обменялись. В письмах Пол спрашивал Элис о ее интересе к расовому вопросу. Она ответила, что считает своих героев «простыми человеческими существами» и считает, что многие писатели слишком много внимания уделяют расовому вопросу. Хотя ее более поздние произведения, посвященные расовому вопросу, оспаривали этот факт, мнение Элис о расовой проблеме противоречило мнению Пола Лоуренса. Несмотря на противоречивые мнения о представлении расы в литературе, эти двое продолжали романтическую переписку.
Их переписка выявила напряженность в вопросах сексуальной свободы мужчин и женщин. До их брака Пол говорил Алисе, что она удерживает его от «потакания соблазнам», что явно указывает на сексуальные связи. В письме от 6 марта 1896 года Пол попытался вызвать ревность Алисы, рассказывая о женщине, с которой он познакомился в Париже. Однако Алиса никак не отреагировала на эти попытки и продолжала сохранять эмоциональную дистанцию с Полом. В 1898 году, после нескольких лет переписки, Элис переехала в Вашингтон, округ Колумбия, к Полу Лоуренсу Данбару, и в 1898 году они тайно поженились. Их брак оказался бурным, что усугублялось ухудшением здоровья Данбара из-за туберкулеза, алкоголизма, развившимся из-за употребления виски по назначению врача, и депрессией. До их брака Пол изнасиловал Элис, в чем позже обвинил свой алкоголизм. Позднее Элис простила его за это поведение. Пол часто бил Элис, что было общеизвестно. В более позднем послании к самому раннему биографу Данбара Элис сказала: «Однажды вечером он пришел домой в зверском состоянии. Я пошла к нему, чтобы помочь ему лечь в постель, и он повел себя, как сказал ваш информатор, отвратительно». Она также утверждала, что «несколько недель болела перитонитом, вызванным его ударами». В 1902 году, после того как он избил ее почти до смерти, она ушла от него. По сообщениям, его также беспокоили ее лесбийские похождения. Пара разошлась в 1902 году, но так и не развелась до смерти Пола Данбара в 1906 году.
Затем Элис переехала в Уилмингтон, штат Делавэр, и более десяти лет преподавала в средней школе Ховарда. В этот период она также преподавала на летних сессиях в Государственном колледже для цветных студентов (предшественнике Государственного университета Делавэра) и в Хэмптонском институте. В 1907 году она взяла отпуск с должности преподавателя в Уилмингтоне и поступила в Корнеллский университет, вернувшись в Уилмингтон в 1908 году. В 1910 году она вышла замуж за Генри А. Каллиса, известного врача и профессора Говардского университета, но этот брак закончился разводом.
В 1916 году она вышла замуж за поэта и борца за гражданские права Роберта Дж. Нельсона. Вместе с ним она опубликовала пьесу «Шедевры негритянского опыта» (1914), которая была показана только один раз в средней школе Ховарда в Уилмингтоне. Вместе с ним она стала активно участвовать в местной и региональной политике. Они оставались вместе до конца своих дней.
В это время у нее также были интимные отношения с женщинами, включая директора средней школы Ховарда Эдвину Крузе и активистку Фэй Джексон Робинсон. В 1930 году Нельсон путешествовала по стране с лекциями, преодолев тысячи миль и выступив в тридцати семи учебных заведениях. Нельсон также выступала в YWCA, YMCA и церквях. Ее достижения были задокументированы в «Бюллетене Комитета обслуживания друзей».

### Ранний активизм
В юном возрасте Элис Данбар Нельсон заинтересовалась деятельностью, направленной на расширение прав и возможностей чернокожих женщин. В 1894 году она стала членом Клуба Филлис Уитли в Новом Орлеане, продемонстрировав свои писательские способности. Чтобы расширить свои горизонты, клуб Уитли сотрудничал с клубом «Эра женщины». Она сотрудничала с ежемесячной газетой клуба «Женская эра». Ориентированная на утонченных и образованных женщин, эта газета была первой газетой, созданной афроамериканскими женщинами. Работа Элис в этой газете положила начало ее карьере журналиста и активиста.
Данбар-Нельсон выступала за права афроамериканцев и женщин, особенно в 1920-х и 1930-х годах. Хотя она продолжала писать рассказы и стихи, она стала более политически активной в Уилмингтоне и приложила больше усилий к журналистике на ведущие темы. В 1914 году она стала одним из основателей Клуба изучения равного избирательного права, а в 1915 году была организатором движения за избирательное право для женщин в штатах Средней Атлантики. В 1918 году она была полевым представителем Женского комитета Совета обороны. В 1924 году Данбар-Нельсон проводила кампанию за принятие законопроекта Дайера против линчевания, но блок демократов Юга в Конгрессе провалил его. В течение этого времени Данбар-Нельсон различными способами способствовала политическим изменениям. Говорят, что «она оставалась очень активной в NAACP; она стала соучредителем столь необходимой реформаторской школы в Делавере для афроамериканских девочек; она работала в Межрасовом комитете мира Американских друзей; она выступала на митингах против приговора обвиняемым из Скоттсборо».

### Журналистская работа и дальнейшая активность
С 1913 по 1914 год она была соредактором и писателем A.M.E. Review, влиятельного церковного издания, выпускаемого Африканской методистской епископальной церковью (AME Church). С 1920 года она была одним из редакторов Wilmington Advocate, прогрессивной газеты для чернокожих. Она также издавала The Dunbar Speaker and Entertainer, литературную антологию для чернокожей аудитории.
Элис Данбар-Нельсон поддерживала участие США в Первой мировой войне; она рассматривала войну как средство прекращения расового насилия в США. Она организовывала мероприятия, чтобы побудить других афроамериканцев поддержать войну. Она упоминала о войне в ряде своих произведений. В стихотворении 1918 года «Я сижу и шью» Нельсон пишет с точки зрения женщины, которая чувствует себя подавленной от непосредственного участия в военных действиях. Поскольку она сама не могла участвовать в войне, Нельсон написала пропагандистские произведения, такие как «Мои глаза видели» (1918), пьесу, призывающую афроамериканских мужчин идти в армию. Эти произведения демонстрируют веру Нельсон в то, что расовое равенство может быть достигнуто через военную службу и самопожертвование ради своей нации.
Примерно с 1920 года она посвятила себя журналистике и стала весьма успешным колумнистом, а ее статьи, эссе и обзоры появлялись также в газетах, журналах и научных журналах. Она была популярным оратором и в эти годы активно выступала с лекциями. Ее журналистская карьера изначально начиналась не очень удачно. В конце XIX века для женщин все еще было необычно работать вне дома, не говоря уже об афроамериканках, а журналистика была враждебной сферой, в которой доминировали мужчины. В своем дневнике она рассказала о невзгодах, связанных с этой профессией: «Чертовски не везет мне с пером. Какая-то судьба распорядилась так, что я никогда не заработаю им денег». Она рассказывает о том, что ей отказывали в оплате за статьи, и о проблемах, связанных с получением должного признания за свою работу. В 1920 году Нельсон была отстранена от преподавания в средней школе Ховарда за то, что 1 октября против воли директора Рэя Вутена посетила День социальной справедливости. Вутэн заявил, что Нельсон была отстранена за «политическую деятельность» и несовместимость. Несмотря на поддержку Конвелла Бантона из Совета по образованию, который выступал против увольнения Нельсон, Нельсон решила не возвращаться в среднюю школу Ховарда. В 1928 году Нельсон стала исполнительным секретарем Межрасового комитета мира Американских друзей. В 1928 году Нельсон также выступила на форуме Американского негритянского рабочего конгресса в Филадельфии. Темой выступления Нельсон был межрасовый мир и его отношение к труду. Данбар-Нельсон также писала для газеты Washington Eagle, ведя колонку «Как в зазеркалье» с 1926 по 1930 год.

### Последующая жизнь и смерть
Она переехала из Делавера в Филадельфию в 1932 году, когда ее муж стал работать в Атлетической комиссии Пенсильвании. В это время ее здоровье ухудшилось. Она умерла от болезни сердца 18 сентября 1935 года в возрасте 60 лет. Она была кремирована в Филадельфии. Она стала почетным членом сестринства Delta Sigma Theta. Ее бумаги были собраны Университетом Делавэра.
Ее дневник, опубликованный в 1984 году, подробно описывает ее жизнь в 1921 и 1926-1931 годах и дает полезное представление о жизни чернокожих женщин в это время. В нем «кратко описана ее позиция в эпоху, когда закон и обычаи ограничивали доступ, ожидания и возможности чернокожих женщин». Ее дневник затрагивал такие вопросы, как семья, дружба, сексуальность, здоровье, профессиональные проблемы, путешествия и часто финансовые трудности.

## Риторический контекст
Риторический контекст произведений Элис Данбар-Нельсон включает в себя тему, цель, аудиторию и повод. Ее работы «касались вопросов, которые стояли перед афроамериканцами и женщинами ее времени». В таких эссе, как «Негритянские женщины на военной службе» (1919), «Политика в Делавере» (1924), «Истерия» и «Пора ли негритянские колледжи на Юге отдать в руки негритянских учителей?». Данбар-Нельсон исследовала роль черных женщин в рабочей силе, образовании и движении против истребления. Эти примеры демонстрируют роль социальной активистки в ее жизни. Работы Данбар-Нельсон выражают ее веру в равенство между расами и между мужчинами и женщинами. Она считала, что афроамериканцы должны иметь равный доступ к образованию, работе, здравоохранению, транспорту и другим конституционно закрепленным правам. Ее активизм и поддержка определенных расовых и феминистских целей начали проявляться в начале 1900-х годов, когда она публично обсуждала женское избирательное движение в средних американских штатах. В 1918 году она официально заняла должность представителя на местах в Женском комитете Совета обороны, всего через несколько лет после того, как вышла замуж за Роберта Дж. Нельсона, который был поэтом и общественным активистом. Она внесла значительный вклад в некоторые афроамериканские журналистские издания, такие как Wilmington Advocate и The Dunbar Speaker and Entertainer. После своей ведущей роли в Женском комитете Элис стала исполнительным секретарем межрасового комитета мира «Американские друзья», что стало кульминацией ее активистской жизни. Она успешно создала политическую/феминистскую карьеру, став соредактором газет и эссе, посвященных социальным проблемам, с которыми боролись меньшинства и женщины в Америке 1920-х годов, и она была особенно влиятельна благодаря тому, что получила международную аудиторию, которая поддерживала ее, чтобы высказать свое мнение.
Большая часть произведений Данбар-Нельсон была посвящена цветовой линии - как белой, так и черной. В автобиографическом произведении «Brass Ankles Speaks» она рассказывает о трудностях, с которыми столкнулась, когда росла в Луизиане, будучи смешанной расы. Она вспоминает об изоляции и ощущении того, что не принадлежит ни к одной из рас и не может быть принята ни одной из них. В детстве, по ее словам, ее называли «полубелым ниггером», и хотя взрослые не были столь жестоки в своих обзываниях, они также не принимали ее. И черные, и белые отвергали ее за то, что она «слишком белая». Белые коллеги не считали ее достаточно расовой, а черные коллеги не считали ее достаточно темной, чтобы работать со своими людьми. Она писала, что быть многорасовой было трудно, потому что «желтые негры», «медные лодыжки» должны нести ненависть своей «собственной и предрассудки белой расы» («Brass Ankles Speaks»). Большая часть произведений Данбар-Нельсон была отвергнута, потому что она писала о цветовой линии, угнетении и темах расизма. Немногие ведущие издания публиковали ее работы, потому что они не пользовались спросом. Однако она смогла опубликовать свои произведения, когда темы расизма и угнетения были более тонкими.

## Краткое описание произведения
Стихотворение «Я сижу и шью» Элис Данбар-Нельсон состоит из трех строф и написано в 1918 году. В первой строфе оратор обращается к бесконечной работе - сидению и шитью - в противовес деятельности, помогающей солдатам на войне. При этом оратор затрагивает вопросы социальных норм и ожиданий от женщин как домашних слуг. Когда стихотворение переходит ко второй строфе, оратор продолжает выражать желание выйти за рамки социальных исключений, продолжая представлять себе войну в противоположность домашнему долгу, однако вторая строфа решается рефреном первой: «Я должна сидеть и шить». Тем самым оратор усиливает тревожные реалии домашнего долга, приписываемого женщине в 1900-х годах. В третьей и последней строфе оратор еще больше усиливает желание и страсть, говоря, что и живые, и мертвые зовут меня на помощь. В конце оратор спрашивает Бога: «Должна ли я сидеть и шить?». Тем самым оратор призывает небесное вмешательство, чтобы еще больше усилить послание в стихотворении.